# Lordiversity
Lordiversity è un box set del gruppo musicale finlandese Lordi, pubblicato nel 2021. Il box-set contiene sette album di inediti a cui il gruppo ha lavorato durante la pandemia di COVID-19 dopo la cancellazione del tour a supporto dell'album Killection.

## Tracce

### Skelectric Dinosaur
1. SCG Minus 7: The Arrival – 1:09 (testo: Mr Lordi, Tracy Lipp – musica: Mr Lordi, Hella)
2. Day Off of the Devil – 3:33 (testo: Mr Lordi, Tracy Lipp – musica: Mr Lordi)
3. Starsign Spitfire – 3:03 (testo: Mr Lordi, Tracy Lipp – musica: Mr Lordi)
4. Maximum-O-Lovin' – 2:23 (testo: Mr Lordi, Tracy Lipp – musica: Mr Lordi)
5. The King on the Head Staker's Mountain – 5:21 (testo: Mr Lordi, Tracy Lipp – musica: Mr Lordi)
6. Carnivore – 3:30 (testo: Mr Lordi, Tracy Lipp – musica: Mr Lordi)
7. Phantom Lady – 3:16 (testo: Mr Lordi, Tracy Lipp – musica: Mr Lordi)
8. The Tragedy of Annie Mae – 3:45 (testo: Mr Lordi, Tracy Lipp – musica: Mr Lordi)
9. Blow My Fuse – 3:35 (testo: Mr Lordi, Tracy Lipp – musica: Mr Lordi)
10. ...And Beyond the Isle was Mary – 2:15 (musica: Amen, Hella)

### Superflytrap
1. SCG Minus 6: Delightful Pop-Ins – 1:08 (testo: Mr Lordi, Tracy Lipp – musica: Mr Lordi)
2. Macho Freak – 3:42 (testo: Mr Lordi, Tracy Lipp – musica: Mr Lordi)
3. Believe Me – 4:27 (testo: Mr Lordi, Tracy Lipp – musica: Mr Lordi)
4. Spooky Jive – 3:55 (testo: Mr Lordi, Tracy Lipp – musica: Mr Lordi)
5. City of the Broken Hearted – 4:02 (testo: Mr Lordi, Tracy Lipp – musica: Mr Lordi)
6. Bella from Hell – 3:26 (testo: Mr Lordi, Tracy Lipp – musica: Mr Lordi)
7. Cast Out from Heaven – 3:51 (testo: Mr Lordi, Tracy Lipp – musica: Mr Lordi)
8. Gonna Do It (or Do It and Cry) – 2:51 (testo: Mr Lordi, Tracy Lipp – musica: Mr Lordi)
9. Zombimbo – 4:52 (testo: Mr Lordi, Tracy Lipp – musica: Mr Lordi)
10. Cinder Ghost Choir – 6:06 (testo: Mr Lordi, Tracy Lipp – musica: Mr Lordi)

### The Masterbeast from the Moon
1. SCG Minus 5: Transmission Request – 1:35 (testo: Mr Lordi, Tracy Lipp, Ralph Ruiz – musica: Mr Lordi)
2. Moonbeast – 6:29 (testo: Mr Lordi, Tracy Lipp – musica: Mr Lordi)
3. Celestial Serpents – 6:07 (testo: Mr Lordi, Tracy Lipp – musica: Mr Lordi)
4. Hurricane of the Slain – 3:00 (testo: Mr Lordi, Tracy Lipp – musica: Mr Lordi)
5. Spear of the Romans – 5:46 (testo: Mr Lordi, Tracy Lipp – musica: Mr Lordi)
6. Bells of the Netherworld – 3:01 (testo: Mr Lordi, Tracy Lipp – musica: Mr Lordi)
7. Transmission Reply – 0:20 (testo: Mr Lordi, Tracy Lipp – musica: Mr Lordi)
8. Church of Succubus – 11:58 (testo: Mr Lordi, Tracy Lipp – musica: Mr Lordi)
9. Soliloquy – 1:51 (testo: Mr Lordi, Tracy Lipp – musica: Mr Lordi)
10. Robots Alive! – 4:09 (testo: Mr Lordi, Tracy Lipp – musica: Mr Lordi)
11. Yoh-Haee-Von – 1:17 (musica: Mr Lordi)
12. Transmission on Repeat – 1:04 (testo: Mr Lordi, Tracy Lipp – musica: Mr Lordi)

### Abusement Park
1. SCG Minus 4: The Carnival Barker – 0:54 (testo: Mr Lordi, Tracy Lipp, Ralph Ruiz – musica: Mr Lordi)
2. Abusement Park – 3:33 (testo: Mr Lordi, Tracy Lipp – musica: Mr Lordi)
3. Grrr! – 3:48 (testo: Mr Lordi, Tracy Lipp – musica: Mr Lordi)
4. Ghost Train – 3:18 (testo: Mr Lordi, Tracy Lipp – musica: Mr Lordi)
5. Carousel – 4:24 (testo: Mr Lordi, Tracy Lipp – musica: Mr Lordi, Mana)
6. House of Mirrors – 3:51 (testo: Mr Lordi, Tracy Lipp – musica: Mr Lordi)
7. Pinball Machine – 3:34 (testo: Mr Lordi, Tracy Lipp – musica: Mr Lordi)
8. Nasty, Wild and Naughty – 3:10 (testo: Mr Lordi, Tracy Lipp – musica: Mr Lordi)
9. Rollercoaster – 4:45 (testo: Mr Lordi, Tracy Lipp – musica: Mr Lordi, Amen)
10. Up to No Good – 4:02 (testo: Mr Lordi, Tracy Lipp – musica: Mr Lordi)
11. Merry Blah Blah Blah – 4:05 (testo: Mr Lordi, Tracy Lipp – musica: Mr Lordi)

### Humanimals
1. SCG Minus 3: Scarctic Circle Telethon – 1:20 (testo: Mr Lordi, Tracy Lipp, Ralph Ruiz – musica: Mr Lordi, Toivo Hellberg)
2. Borderline – 4:12 (testo: Mr Lordi, Tracy Lipp – musica: Mr Lordi)
3. Victims of the Romance – 3:47 (testo: Mr Lordi, Tracy Lipp – musica: Mr Lordi)
4. Heart of a Lion – 4:33 (testo: Mr Lordi, Tracy Lipp – musica: Mr Lordi)
5. The Bullet Bites Back – 4:07 (testo: Mr Lordi, Tracy Lipp – musica: Mr Lordi, Mana)
6. Be My Maniac – 3:40 (testo: Mr Lordi, Tracy Lipp – musica: Mr Lordi)
7. Rucking Up the Party – 4:07 (testo: Mr Lordi, Tracy Lipp – musica: Mr Lordi)
8. Girl in a Suitcase – 4:07 (testo: Mr Lordi, Tracy Lipp – musica: Mr Lordi)
9. Supernatural – 3:49 (testo: Mr Lordi, Tracy Lipp – musica: Mr Lordi, Mana)
10. Like a Bee to the Honey – 4:15 (testo: Paul Stanley, Jean Beauvoir – musica: Paul Stanley, Jean Beauvoir)
11. Humanimal – 3:53 (testo: Mr Lordi, Tracy Lipp – musica: Mr Lordi, Amen, Jean Beauvoir)

### Abracadaver
1. SCG Minus 2: Horricone – 1:18 (musica: Mr Lordi)
2. Devilium – 3:46 (testo: Mr Lordi, Tracy Lipp – musica: Mr Lordi)
3. Abracadaver – 3:41 (testo: Mr Lordi, Tracy Lipp – musica: Mr Lordi, Mana)
4. Rejected – 3:44 (testo: Mr Lordi, Tracy Lipp – musica: Mr Lordi, Hiisi)
5. Acid Bleeding Eyes – 3:28 (testo: Mr Lordi, Tracy Lipp – musica: Mr Lordi, Amen)
6. Raging at Tomorrow – 5:01 (testo: Mr Lordi, Tracy Lipp – musica: Mr Lordi)
7. Beast of Both Worlds – 4:59 (testo: Mr Lordi, Tracy Lipp – musica: Mr Lordi)
8. I'm Sorry I'm Not Sorry – 3:34 (testo: Mr Lordi, Tracy Lipp – musica: Mr Lordi, Hiisi)
9. Bent Outta Shape – 5:05 (testo: Mr Lordi, Tracy Lipp – musica: Mr Lordi, Hella)
10. Evil – 4:35 (testo: Mr Lordi, Tracy Lipp – musica: Mr Lordi)
11. Vulture of Fire – 3:47 (testo: Mr Lordi, Tracy Lipp – musica: Mr Lordi)
12. Beastwood – 0:56 (musica: Mr Lordi)

### Spooky Sextravaganza Spectacular
1. SCG Minus 1: The Ruiz Ranch Massacre – 3:26 (testo: Mr Lordi, Tracy Lipp, Ralph Ruiz – musica: Mr Lordi, Tracy Lipp)
2. Demon Supreme – 3:31 (testo: Mr Lordi, Tracy Lipp – musica: Mr Lordi)
3. Re-Animate – 4:13 (testo: Mr Lordi, Tracy Lipp – musica: Mr Lordi, Hiisi)
4. Lizzard of Oz – 4:08 (testo: Mr Lordi, Tracy Lipp – musica: Mr Lordi)
5. Killusion – 3:09 (testo: Mr Lordi, Tracy Lipp – musica: Mr Lordi)
6. Skull and Bones (The Danger Zone) – 3:16 (testo: Mr Lordi, Tracy Lipp – musica: Mr Lordi, Hiisi)
7. Goliath – 4:41 (testo: Mr Lordi, Tracy Lipp – musica: Mr Lordi, Amen)
8. Drekavac – 3:28 (testo: Mr Lordi, Tracy Lipp – musica: Mr Lordi, Hiisi)
9. Terror Extra-Terrestrial – 4:30 (testo: Mr Lordi, Tracy Lipp – musica: Mr Lordi)
10. Shake the Baby Silent – 3:36 (testo: Mr Lordi, Tracy Lipp – musica: Mr Lordi, Hella)
11. If It Ain't Broken (Must Break It) – 3:24 (testo: Mr Lordi, Tracy Lipp – musica: Mr Lordi, Hella)
12. Anticlimax – 0:18 (testo: Mr Lordi, Tracy Lipp)

## Formazione

### Lordi
- Mr Lordi – voce, cori, chitarra, programmazione
- Amen – chitarra
- Mana – batteria, cori, programmazione
- Hella – tastiera, cori
- Hiisi – basso

### Altri musicisti
- Ralph Ruiz – voce
- Dylan Broda – voce
- Tracy Lipp – voce, cori
- Michael Monroe – sassofono (in Like a Bee to the Honey)
- Annariina Rautanen – flauto (in Moonbeast e Yoh-Haee-Von)
- Tony Kakko – cori (in Rollercoaster)
- Joonas Suotamo – voce (in Grrr!)
- Kari A. Kilgast – voce (in Like a Bee to the Honey)
- Hulk the Bulldog – voce (in Beastwood)
- Maki Kolehmainen – campanaccio, cori
- John Bartolome – voce
- Lara Anastasia Mertanen – voce (in Drekavac)
- Jessica Love, Maria Jyrkäs, Kaarle Westlie, Ville Virtanen, Olli Virtanen, Isabella Larsson, Noora Kosmina, Katja Auvinen, Riitta Hyyppä, Josefin Silén, Minna Virtanen, Antton Ruusunen, Niki Westerback, Marja Kortelainen, Tom Roine, Netta Laurenne – cori